# Manuel José López Pérez
Manuel José López Pérez (Melilla, 18 de noviembre de 1946-Zaragoza, 18 de marzo de 2018) fue un catedrático de universidad español. Fue catedrático de bioquímica y biología molecular con destino en la Facultad de Veterinaria de la Universidad de Zaragoza en el Departamento de Bioquímica, Biología Molecular y Celular. También era licenciado y doctor en farmacia por la Universidad Complutense de Madrid, por parte de la cual obtuvo el Premio Extraordinario de Doctorado en 1973. Fue rector de la Universidad de Zaragoza (2008-2016) y presidente de la Conferencia de Rectores de las Universidades Españolas (2013-2015).

## Biografía
Comenzó en 1973 como profesor ayudante del Departamento de Bioquímica de la Facultad Farmacia de la Universidad Complutense. En 1975 pasó a ser profesor adjunto interino, y en 1977, profesor adjunto de este departamento. Tras esto, fue profesor agregado de la Facultad de Farmacia de la Universidad de Alcalá de 1981 a 1982, aunque ya desde el año 1979 impartía cursos de formación continuada sobre terapéutica en el Colegio Oficial de Farmacéuticos de Madrid.

### Estudios universitarios
Realizó sus estudios universitarios licenciándose en farmacia por la Universidad Complutense de Madrid en septiembre de 1969, y doctorándose en la misma especialidad en 1972. Un año más tarde —en 1973—, recibió el Premio Extraordinario de Doctorado de manos de la Facultad de Farmacia de esta universidad.

### Zaragoza
Cuando abandonó su trabajo en Madrid en 1982, se trasladó a Zaragoza, donde comenzó a ocupar la cátedra de bioquímica y biología molecular de la Facultad de Veterinaria de esta ciudad. En este campus ha desempeñado diferentes puestos: director del departamento de bioquímica, biología Molecular y celular, vicedecano de la Facultad de Veterinaria, presidente de la comisión de doctorado de la Universidad de Zaragoza y vicerrector de Ordenación Académica desde el año 1996 al 2000. Además, entre los años 2001 y 2003 fue director general de enseñanza superior del Gobierno de Aragón.

#### Rectorado
El 30 de marzo de 2008 ganó las elecciones al rectorado de la Universidad de Zaragoza. Obtuvo el 60,77% de los votos ponderados emitidos, frente al 39,23% de su contrincante, Rafael Navarro.

### Línea de investigación
Su línea de investigación se ha centrado principalmente en el estudio de la biogénesis mitocondrial, tema tocado inicialmente en su tesis doctoral sobre el estudio del ciclo glioxílico en plantas, que continuó después con su trabajo en animales y humanos. Ha publicado más de un centenar de artículos, la mayoría en revistas internacionales.
En 1971 viajó a Bristol, Inglaterra, donde estuvo durante dos meses realizando labores de estudio en el Departamento de Bioquímica sobre la separación de las mitocondrias, los cloroplastos y los cromatóforos.
En el año 2001 contribuyó al estudio del genoma mitocondrial humano en dos localidades: una semana en Ciudad de México —en la Facultad de Estudios Superiores de Cuatlitán de la Universidad Nacional Autónoma de México (UNAM)— y otra semana en La Habana —en la Facultad de Biología de la Universidad de La Habana—.

## Obras
Entre sus contribuciones, se encuentran:
- J. Montoya, M. J. Lópéz-Pérez y E. Ruiz-Pesini, Mitochondrial DNA transcription and diseases: past, present and future, Biochem. Biophys. Acta. Bioenergetics 1757, 1179-1189, 2006.
- J. Montoya, A. Solano, E. López-Gallardo, Y. Maman, C Díez-Sánchez, M. J: López-Pérez, A.L. Andreu,y E. Ruiz-Pesini, Enfermedades metabólicas por alteración del DNA mitocondrial. En: Diagnóstico y tratamiento de las enfermedades metabólicas hereditarias. (Sanjurjo, P. y Baldellou, A.,Eds.). Ergon. Madrid. 2006. pg. 459-477.
- G. León Serrano, M. López-Pérez, P. Sánchez y J. Sebastián, Análisis de los recursos destinados a I+D (F46) para 2007, Boletín 1 SEBBM 150, 34-39, 2006.

También destaca la dirección de una de sus tesis doctorales sobre los Aspectos Bioquímicos de la heterogeneidad mitocondrial en Aspergillus nidulans (1977) en la Facultad de Farmacia de la Universidad Complutense, que recibió la calificación de sobresaliente cum laude con el doctorado de Julio Montoya Villarroya.
Del mismo modo, ha realizado diversos congresos y ha participado en proyectos y contratos de investigación.

## Distinciones
- Premio Aragón 2017.[8]

### Militares
- Gran Cruz al Mérito Militar con distintivo blanco ( España).[3]